# Selaginella martensii
Espèce
Synonymes
- Stachygynandrum stoloniferum  Brongn. 1837
- Selaginella huegelii Kunze 1853
- Selaginella decomposita Mett. 1856
- Selaginella asplenifolia Lauche 1856
- Selaginella hooibrenkii  Lauche ex A.Braun 1857
- Selaginella ascendens Baker 1874
- Selaginella danielsii Sandford 1882
- Selaginella solmsii Baker 1887
- Lycopodioides solmsii (Baker) Kuntze 1891
- Lycopodioides martensii (Spring) Kuntze 1891

Selaginella martensii est une espèce de plantes de la famille des Sélaginellacées. C'est une sélaginelle originaire d’Amérique centrale.

## Dénomination
Cette plante est nommée martensii en l'honneur de Martin Martens (en) (1797-1863), un botaniste belge ayant publié l'essai Mémoire sur les Fougères du Mexique, et considérations sur la géographie botanique de cette contrée en 1842 avec Henri Guillaume Galeotti,.

## Description
C'est une plante rampante, à tige très ramifiée, dont les frondes sont luisantes, de couleur vert vif. La tige mesure de 15 à 30 cm de long. Les bractées sont pennées et de forme flabellée. La plante se forme en touffes denses où les frondes se dressent dès la base, puis se courbent vers l’extérieur. Des racines aériennes peuvent se développer sur les frondes.

## Distribution et habitat
Cette plante vit dans la plupart des pays d'Amérique centrale: Mexique, Guatemala, Honduras, Nicaragua, Costa Rica, Panama. On la retrouve dans les biomes tropicaux humides.

## Variétés
Il existe plusieurs variétés de Sellaginella martensii, dont :
- albolineata (les frondes sont blanches)[3]
- albovariegata (l'extrémité des frondes est blanche)[3]
- frosty (la « fougère givrée », dont l’extrémité des frondes est blanche)[4]
- jori (l'extrémité des frondes est jaune[réf. nécessaire])
- variegata ou albomarginata[réf. nécessaire] (frondes panachées de blanc)[5]
- watsoniana[5]

## Utilisation
Cette plante est utilisée comme plante décorative.